# Championnat de Guinée équatoriale de football 2023-2024
Navigation
Saison précédente Saison suivante
Le Championnat de Guinée équatoriale de football 2023-2024 est la quarante-cinquième édition du Championnat de Guinée équatoriale de football. 
La compétition se scinde en deux phases :
- La première phase voit les équipes réparties en deux poules géographiques (Insular et Continental), où elles s'affrontent à deux reprises. Les trois premiers se qualifient pour la seconde phase.
- Lors de la seconde phase, les six qualifiés se retrouvent dans une poule unique et s'affrontent une fois.

## Déroulement de la saison
La saison 2023-2024 revient à des groupes de dix équipes, les deux derniers de groupe sont relégués en fin de saison.
Le Deportivo Mongomo remporte le championnat et le cinquième titre de son histoire.

## Les clubs participants
- Leones Vegetarianos
- Cano Sport Academy
- Deportivo Unidad
- Atlético Semu
- Panthers FC
- CD Elá Nguema
- Deportivo Ebenezer
- Real Teka FC
- UD Santa María - promu de D2
- UD Estrella Roja - promu de D2

- Akonangui Football Club
- Dragon FC
- Deportivo Mongomo
- FC Bata
- Estrella de Futuro
- Inter Litoral
- Deportivo Evinayong
- Bata City Sport - promu de D2
- Equatorial Dreams Sport Academy - promu de D2
- 15 de Agosto - promu de D2

## Compétition
Le barème utilisé pour le classement est le suivant :
- Victoire : 3 points
- Match nul : 1 point
- Défaite, abandon ou forfait : 0 point

### Première phase
| Rang | Équipe              | Pts | J  | G  | N | P  | Bp | Bc | Diff |
| ---- | ------------------- | --- | -- | -- | - | -- | -- | -- | ---- |
| 1    | Cano Sport Academy  | 37  | 18 | 11 | 4 | 3  | 34 | 19 | +15  |
| 2    | Deportivo Ebenezer  | 34  | 18 | 10 | 4 | 4  | 29 | 19 | +10  |
| 3    | Atlético Semu       | 30  | 18 | 9  | 3 | 6  | 30 | 18 | +12  |
| 4    | Deportivo Unidad    | 27  | 18 | 8  | 6 | 4  | 22 | 13 | +9   |
| 5    | UD Estrella Roja P  | 9   | 18 | 7  | 6 | 5  | 15 | 13 | +2   |
| 6    | Panthers FC         | 25  | 18 | 7  | 4 | 7  | 16 | 19 | -3   |
| 7    | Real Teka           | 23  | 18 | 6  | 5 | 7  | 22 | 25 | -3   |
| 8    | CD Elá Nguema       | 16  | 18 | 3  | 7 | 8  | 18 | 26 | -8   |
| 9    | Leones Vegetarianos | 13  | 18 | 3  | 4 | 11 | 18 | 32 | -14  |
| 10   | UD Santa Maria P    | 12  | 18 | 3  | 3 | 12 | 13 | 33 | -20  |

| Rang | Équipe                  | Pts | J  | G  | N | P  | Bp | Bc | Diff |
| ---- | ----------------------- | --- | -- | -- | - | -- | -- | -- | ---- |
| 1    | Deportivo Mongomo       | 38  | 18 | 11 | 5 | 2  | 24 | 9  | +15  |
| 2    | 15 de Agosto P, C       | 36  | 18 | 10 | 6 | 2  | 26 | 7  | +19  |
| 3    | FC Bata                 | 23  | 18 | 10 | 3 | 5  | 40 | 19 | +21  |
| 4    | Deportivo Evinayong     | 30  | 18 | 9  | 3 | 6  | 31 | 27 | +4   |
| 5    | EDSA P                  | 28  | 18 | 8  | 4 | 6  | 23 | 17 | +6   |
| 6    | Akonangui Football Club | 25  | 18 | 7  | 4 | 7  | 26 | 30 | -4   |
| 7    | Estrella de Futuro      | 20  | 18 | 5  | 5 | 8  | 16 | 35 | -19  |
| 8    | Inter Litoral           | 17  | 18 | 3  | 8 | 7  | 16 | 22 | -6   |
| 9    | Bata City Sport P       | 12  | 18 | 3  | 3 | 12 | 15 | 36 | -21  |
| 10   | Dragon FC T             | 10  | 18 | 3  | 1 | 14 | 23 | 38 | -15  |

### Seconde phase
Les trois premiers de chaque groupe se rencontrent dans un mini-championnat pour désigner le champion de la Guinée équatoriale.
| Rang | Équipe             | Pts | J | G | N | P | Bp | Bc | Diff |
| ---- | ------------------ | --- | - | - | - | - | -- | -- | ---- |
| 1    | Deportivo Mongomo  | 11  | 5 | 3 | 2 | 0 | 10 | 3  | +7   |
| 2    | 15 de Agosto P, C  | 9   | 5 | 2 | 3 | 0 | 9  | 4  | +5   |
| 3    | Deportivo Ebenezer | 7   | 5 | 2 | 1 | 2 | 4  | 5  | -1   |
| 4    | Cano Sport Academy | 6   | 5 | 2 | 0 | 3 | 4  | 8  | -4   |
| 5    | Atlético Semu      | 6   | 5 | 2 | 0 | 3 | 4  | 8  | -4   |
| 6    | FC Bata            | 2   | 5 | 0 | 2 | 3 | 4  | 7  | -3   |

## Bilan de la saison
| Championnat de Guinée équatoriale de football 2023-2024 |                              |
| Champion                                                | Deportivo Mongomo (5e titre) |
| Coupes et trophées                                      |                              |
| Vainqueur de la Coupe de Guinée équatoriale 2023-2024   | 15 de Agosto                 |
| Qualifications continentales                            |                              |
| Ligue des champions de la CAF 2024-2025                 | Deportivo Mongomo            |
| Coupe de la confédération 2024-2025                     | 15 de Agosto                 |
| Promotions et relégations                               |                              |
| Promus en Primera División                              |                              |
| Relégués en Segunda División                            |                              |